# لورنزو آندرولی
لورنزو آندرولی (انگلیسی: Lorenzo Andreoli؛ زادهٔ ۱۵ ژانویهٔ ۲۰۰۱) بازیکن فوتبال است.